# Forcipomyia comis
Forcipomyia comis är en tvåvingeart som beskrevs av Oskar Augustus Johannsen 1931. Forcipomyia comis ingår i släktet Forcipomyia och familjen svidknott. Inga underarter finns listade i Catalogue of Life.